# Joan Eugènic
Joan Eugènic (en llatí Joannes Eugenicus, en grec Ιωάννου Εὐγενικός) fou un religiós grec, diaca i monofilax de la gran església de Constantinoble i germà del famós Marc Eugènic arquebisbe d'Efes (Marc d'Efes) un dels líders dels grecs al concili de Ferrara (1438) i la seva continuació al concili de Florència (1439) i opositor la unió de les esglésies romana i grega. Joan acompanyà al seu germà i fou també oposat a la unió.
Va escriure: 
- Un poema iàmbic de 25 línies,  Εἰς εἰκόνα τοῦ μεγάλου Χρυδοδτόμου, In imaginem magni Chrysostomi.
- Un iàmbic tetràstic,  Εἰσπαναγιάριον, In Panagiarium.
- Προθεωρία, Praefatio. Un prefaci a les Etiòpiques d'Heliodor d'Èmesa.

Hi ha algunes altres obres de Joan Eugènic conservades en manuscrit, especialment el seu Antirrheticum adversus Synodum Florentinum, citat per Lleó Al·laci.